# Лео Пінто
Лео Пінто (11 квітня 1914 — 10 серпня 2010) — індійський хокеїст на траві.
Олімпійський чемпіон 1948 року.